# Misal de Santa Eulalia

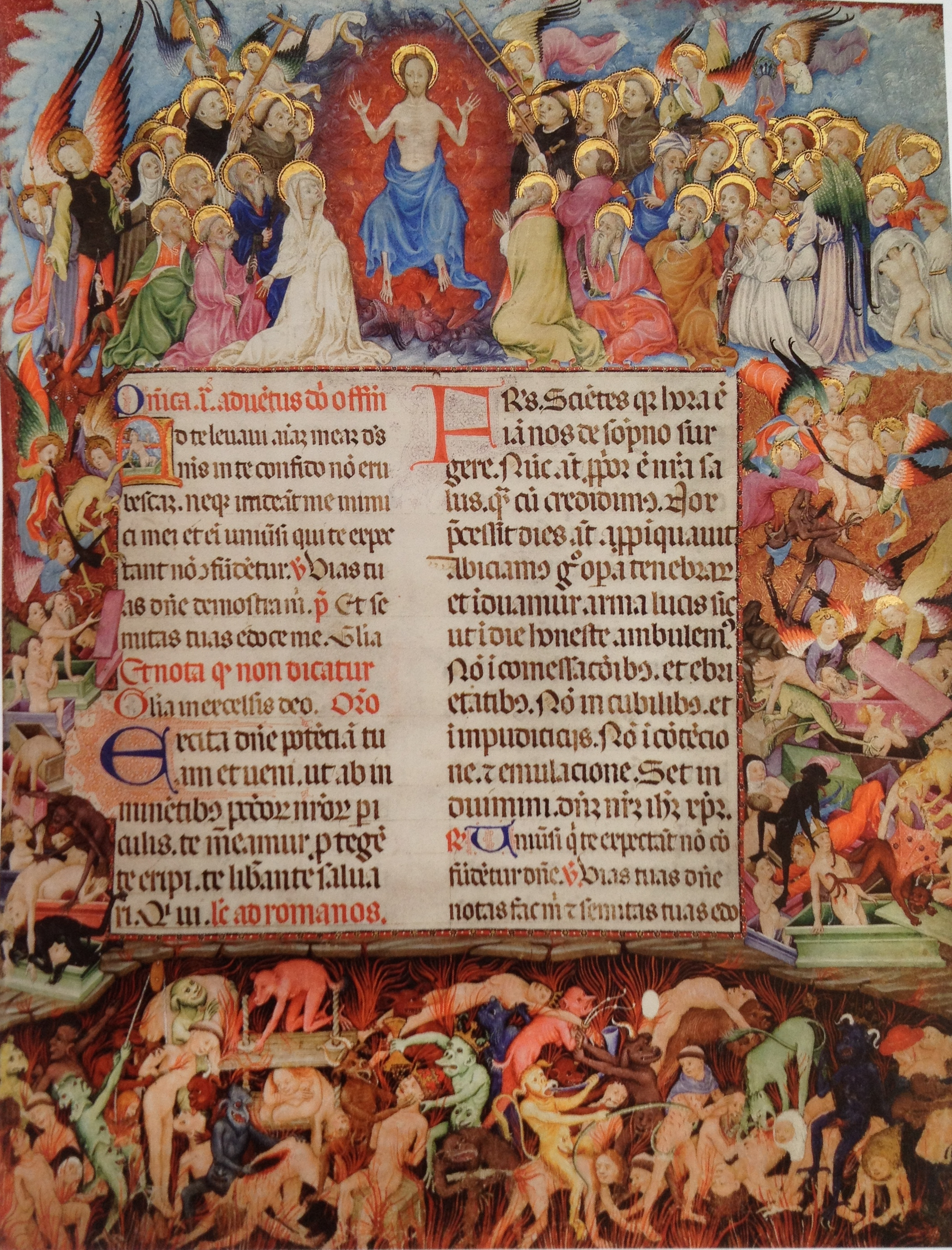
Misal de Santa Eulalia.

El Misal de Santa Eulalia es un misal que se conserva en la Catedral de Barcelona, elaborado y decorado con miniaturas de Rafael Destorrents, hijo del gran artista Ramon Destorrents.

## Historia

### El encargo
Cuando el 8 de marzo de 1403, el iluminador de libros Rafael Destorrents aceptó el encargo por cuenta del obispo Joan Ermengol, para la ilustración y decoración de un misal para uso litúrgico de la catedral de Barcelona, estaba dando el primer paso para la que es una de las grandes obras de la miniatura catalana: el Misal llamado de "Santa Eulalia", que contiene una orla en folio entero —con la representación del Juicio Final— y un total de dieciocho iniciales historiadas, asociadas con otros elementos de decoración marginal. En el libro se recogieron las dos advocaciones de la catedral: la Santa Cruz y Santa Eulalia, así como todos los santos barceloneses conocidos entonces.
El Juicio Final es un tema conocido pero plasmado aquí con una factura exquisita y delicada, con formas muy singulares y profundamente originales. Se trata de un libro excepcional, a la altura de la importancia de su comitente, Juan Ermengol, que había sido nombrado en 1398 obispo de Barcelona por el Papa Luna (Benedicto XIII de Aviñón), a instancias precisamente del rey aragonés, Martín I, con el que mantenía una relación directa. Con este encargo, el obispo seguía la estela de muchos de los comitentes de la época y mostraba las motivaciones que llevaban a muchos de los representantes de la realeza, de las élites urbanas y de la jerarquía eclesiástica a hacer encargos a los maestros más reconocidos: utilizar las obras de arte como elementos de prestigio.

### Prestigio, piedad y goce estético
Ermengol encontró en Rafael Destorrents, también conocido como Rafael Gregori, el artista ideal para sus pretensiones, —por otra parte comunes a todos los comitentes de la época—, fundamentadas en el prestigio, la piedad y el goce estético. Sufragar una obra para la catedral suponía dejar constancia de su estatus como obispo, así como perpetuar su memoria con un objeto suntuario que enriqueciera el patrimonio de la sede episcopal de Barcelona. Quizás Ermengol buscaba, con esta obra, expiar las culpas y preparar el terreno para su salvación. La representación del Juicio Final alude a la preocupación general de la época para evitar las crueles torturas del infierno y obtener la Gloria. Aunque parece que los valores de prestigio y piedad serían una prioridad en el encargo, podemos imaginar el goce estético que debía producir tener en sus manos una obra tan bella.

## Estilo
Las obras del periodo artístico conocido como gótico internacional, permiten contemplar un arte refinado y preciosista, en el que se combinaban la observación naturalista con la estilización. Este universo estético -y en cierto sentido "esteticista"-, con su tono aristocrático, podía expresar la voluntad propagandística de los comitentes en favor de su imagen y de su gobierno en un momento política y religiosamente conflictivo.